# Elke Mehnert
Elke Mehnert (* 16. März 1940 in Aue) ist eine deutsche Germanistin und Hochschullehrerin.

## Leben und Wirken
Mehnert studierte Chemie, Erwachsenenbildung, Slawistik und Germanistik an den Universitäten Dresden und Leipzig. 1970 wurde sie promoviert. 1980 habilitierte sie sich mit einer komparatistischen Arbeit über die Schriftstellerin Anna Seghers. Mehnert war von 1990 bis zur Fusion mit der TU Chemnitz Rektorin der PH Zwickau. Sie lehrte danach Neuere deutsche Literaturwissenschaft und Komparatistik an der Technischen Universität Chemnitz. Seit ihrer Pensionierung 2005 hat sie eine Professur am Lehrstuhl Deutsche Sprache an der Universität Pilsen. Seit 1990 leitete sie das internationale Forschungsseminar „Imagologie“ an der TU Chemnitz. Sie ist Ehrenprofessorin der Universität Wolgograd und Dr. h. c. der Westböhmischen Universität Pilsen.
Mehnerts Forschungsgebiete sind die deutschsprachige Literatur im 20. und 21. Jahrhundert. Besondere Forschungsschwerpunkte sind die Imagologie, die deutsch-slawischen Literaturbeziehungen, die deutsche Literatur seit 1945 sowie Flucht und Vertreibung aus den historischen deutschen Ostgebieten.
Mehnert gehörte von 1995 bis 2003 dem Vorstand der Friedrich-Naumann-Stiftung an und war stellvertretende Vorsitzende. Von 1991 bis 1995 war sie Mitglied im Kuratorium der Stiftung und Mitglied im Programmausschuss des Kuratoriums. In der Bundeszentrale für politische Bildung war sie Mitglied des Ost-West-Kollegs.

## Schriften (Auswahl)

### Festschrift
- Sandra Kersten, Manfred Frank Schenke (Hrsg.): Spiegelungen. Entwürfe zu Identität und Alterität. Festschrift für Elke Mehnert. Frank und Timme, Berlin 2005, ISBN 978-3-86596-015-3.

### Monographie
- Nationales und Internationales in den Traditionsbeziehungen von Anna Seghers. Potsdam 1980.

### Herausgeberschaften
- (mit Erika Kirchhöfer): Studienmaterial zur Vorlesung „Antike Literatur und Mythologie“. Zwickau 1985.
- Brücke zum Nachbarn. Polonica in der deutschen Literatur. 1992.
- Imagologica Slavica. Bilder vom eigenen und dem anderen Land. 1997.
- Vademekum der Imagologie. 1997.
- Gute Nachbarn – schlechte Nachbarn? Deutsch-tschechische Begegnungen. 8 Bde., TU Chemnitz / Lang, Frankfurt/ain 1998–2005.
- Landschaften der Erinnerung. Flucht und Vertreibung aus deutscher, polnischer und tschechischer Sicht. Lang, Frankfurt am Main u. a. 2001.
- (mit Frank-Lothar Kroll): Ost-westliche Spiegelungen. Beiträge zur deutschen Literatur des 20. Jahrhunderts. Duncker und Humblot, Berlin 2005.
- Russische Ansichten – Ansichten von Russland. Festschrift für Hugo Dyserinck. Lang, Frankfurt am Main u. a. 2007.
- Hugo Dyserinck: Ausgewählte Schriften zur vergleichenden Literaturwissenschaft. Frank und Timme, Berlin 2015.